# Ian McLeod
Ian McLeod (Falkirk, 3 ottobre 1980) è un ex ciclista su strada sudafricano.

## Palmarès

### Strada
- 2002 (Team HSBC, una vittoria)

Liberty Ride for Sight
- 2003 (Team HSBC, una vittoria)

94.7 Challenge
- 2004 (Team HSBC, due vittorie)

5ª tappa Tour de la Manche (Mortain > Granville)
Grand Prix de Lys-lez-Lannoy
- 2008 (Team MTN, due vittorie)

Wilro 100
Campionati sudafricani, Prova in linea Elite
- 2009 (MTN Cycling, una vittoria)

Campionati africani, Prova in linea

#### Altri successi
- 2004 (Team HSBC)

Classifica scalatori Giro del Capo
Hluhluwe Pineapple Festival
- 2009 (MTN Cycling)

Criterium Kremetart
Campionati africani, Cronosquadre
- 2010 (MTN-Energade)

Classifica scalatori La Tropicale Amissa Bongo
Classifica scalatori Tour du Maroc

## Piazzamenti

### Grandi Giri
- Giro d'Italia

2007: ritirato (4ª tappa)
- Vuelta a España

2005: 109º
2006: 99º
2007: ritirato (10ª tappa)

### Competizioni mondiali
- Campionati mondiali

San Sebastián 1997 - In linea Junior: 56º
Valkenburg 1998 - In linea Junior: 53º
Zolder 2002 - Cronometro Under-23: 44º
Zolder 2002 - In linea Under-23: 75º
Madrid 2005 - In linea Elite: 104º
Salisburgo 2006 - In linea Elite: ritirato